# Туран, Фифи
Фифи Туран (фр. Fifi Turin), урождённая Жозефина Каваллини (фр. Joséphine Cavallini; 7 апреля 1913, Марсель — 5 августа 1944, Френ) — французская коммунистка, деятельница Движения Сопротивления во Франции.

## Биография
Родилась в семье рабочего. Работала с 13 лет на прядильной фабрике SA des Filatures et Tissages de Marseille в доме 21 на бульваре Де-Винь (ныне бульвар Фифи Туран) в квартале Ла-Капелетт. Участвовала в движении профсоюзов, отличалась красноречием. Вступила в Народный фронт и Французскую коммунистическую партию, являлась членом Всемирного женского комитета против войны и фашизма.
После оккупации страны немцами в ноябре 1940 года Фифи была помещена под домашний арест в Тарасконе, откуда сбежала. В Лионе она вступила в движение Сопротивления и стала работать связной под псевдонимами «Жермен» (фр. Germaine), «Элен» (фр. Hélène) и «Дениз» (фр. Denise). В июле 1943 арестована гестаповцами, брошена в тюрьму в городе Френ и 5 августа 1944 расстреляна.
Похоронена в Марселе на кладбище Сен-Пьер: похороны организовала коммунистическая партия Франции. В 10-м округе Сарселя её имя носит бульвар, а на доме 69 на улице Де-Винь (ныне Дель-Белло), где жила Фифи, установлена памятная табличка.